# Leonard Peikoff
Leonard Peikoff (* 15. října 1933 Winnipeg, Manitoba, Kanada) je kanadsko-americký filozof, známý jako nejvýznamnější žák a oficiální dědic Ayn Randové, zakladatelky filozofie objektivismu. Svůj život zasvětil porozumění jejím myšlenkám a jejich popularizaci. Peikoff je autorem několika knih a věnoval se především tématu nacismu. Stál u zrodu Ayn Rand Institute (ARI), který má za cíl šířit objektivismus ve společnosti.

## Život
Leonard Peikoff se narodil v kanadském Winnipegu do židovské věřící rodiny. Od roku 1950-1953 studoval na univerzitě v Manitobě. K objektivismu se dostal přečtením románu The Fountainhead. Po prvních rozhovorech s Ayn Randovou se přestěhoval do Spojených států, kde získal doktorát z filozofie na New York University. Napsal disertační práci o metafyzickém statusu zásady sporu pod vedením prominentního amerického pragmatika Sedneyho Hooka. Při studiu mu byla Randová po celou dobu zdrojem odlišných filozofických myšlenek, než které nacházel v univerzitním prostředí. Otec z něj chtěl mít doktora, Randová mu byla naopak silnou oporou ve výběru filozofie. Zapojila jej do svého okruhu spolupracovníků, který společně nazvali ironickým jménem "Kolektiv". Jeho celoživotním cílem se stalo získat perfektní porozumění jejímu filozofickému systému. Po její smrti v roce 1982 se stal dědicem jejího filozofického údělu a založil Ayn Rand Institute (ARI), organizaci se sídlem v USA, která se snaží šířit její filozofii po celém světě. Již v 90. letech vydal dvě ze svých nejznámějších děl: Objectivism: The Philosophy of Ayn Rand a The Omnious Parallels. První z nich je vyvrcholením jeho dlouhodobého zaměření na kompletní a systematické zpracování základů objektivismu od metafyziky po estetiku.

## Literární dílo
- Objectivism: The Philosophy of Ayn Rand[1] (1993), česky Objektivismus: filozofie Ayn Randové
- The Omnious Parallels[2] (1983)
- The Art of Thinking
- The DIM Hypthesis: Why the Lights of the West Are Going Out[3] (2012)
- Teaching Johnny to Think (2014)
- Objective Communication: Writing, Speaking and Arguing (2013)
- Keeping It Real: Bringing Ideas Down to Earth (2019)
- Principles of Grammar (2020)
- Discovering Great Plays: As Literature and as Philosophy (2017)
- Founders of Western Philosophy: Thales to Hume (2023)
- Why Act on Principle? (2024)